# 世貿中心上的遊客

世貿中心上的遊客

世貿中心上的遊客（Tourist guy）是一個网络迷因，内容为一张据称是在911恐怖袭击发生前一刻拍摄的照片，在恐袭事件後于网络上传播。实际上该照片是人工合成的。

## 關於相片
在911恐怖攻擊事件後，網路上流傳一幅据称在世界貿易中心廢墟找到的相機相片。該相片顯示，一人穿上外套和背囊，站在世貿觀景台拍照；後方有一架民航機飛向世貿，像要衝去世貿。流傳者相信，該相片在世貿被襲前的最後一刻拍攝。

## 疑點
「流言博物館」列出了以下數個疑點：
- 相機居然在被襲後還能完整無缺。
- 9月11日当日非常溫暖，早上氣溫約華氏60度（攝氏15.56度），但該男子穿的是禦寒大衣。
- 首先被襲的是北塔，而該男子所在的觀景台僅於南塔頂樓有設置，北塔則無此設計。第一次撞击后，烟雾被西北的盛行风吹向东南方向，短短几秒钟内，南塔的屋顶就被烟雾吞没。在这种情况下不可能有人摆出姿势拍照，即使拍照，画面中也会出现烟雾和碎片。
- 事故中飛機从南方撞擊南塔，但相中的背景為曼哈頓中城，顯示飛機來自北方。
- 機型及所屬航空公司錯誤。相中飛機為美國航空的波音757，事實上攻擊南塔的飛機是聯合航空的波音767；雖然攻擊北塔的飛機的確是美國航空的飛機，但型號也同是波音767，而非波音757。
- 飛機高速前進，拍摄到的飛機应该非常模糊，但照片中的飞机非常清楚。
- 當有人看到飛機朝著自己方向來時，留下拍照的可能性存疑。
- 南塔观景台通常于上午9:30开放，但撞击发生在9時3分。

## 真相
首位聲稱是相中人是一名巴西籍叫José Roberto Penteado的商人。當他準備吸引媒體注意時，一名叫Péter Guzli的匈牙利人宣稱他才是真人，他並沒有公開身份是為了不吸引公眾注意。
該相片是由Guzli在1997年11月28日拍攝並合成的，最初只是寄給朋友作玩笑，沒想到會在網路流傳得這麼快。他提供原片及一些在附近拍攝的照片給匈牙利的報章，以證明自己才是真人；此说法後來在Wired News的測試中得到了證明。

## 外部連結
- carcino.gen.nz: The tourist of death/that tourist guy/Waldo
- GreaterThings.com
- TouristOfDeath.com
- Original Aircraft Photo